# Eternos enamorados
Eternos enamorados (en hangul, 친애하는 당신에게; romanización revisada, Chinaehaneun Dangsinege) también conocida como Beloved, es una serie de televisión de surcoreana emitida en 2012 y protagonizada por Kim Min Joon, Park Sol Mi, Hong Jong Hyun y Choi Ye Jin. Fue emitida por JTBC desde el 27 de junio hasta el 16 de agosto de 2012, con una longitud de 16 episodios emitidos cada miércoles y jueves a las 20:45 (KST).

## Sinopsis
El matrimonio de tres años de Seo Chan Joo y Go Jin se pone a prueba cuando amantes del pasado vuelven a sus vidas. La bella Chan Ju decide aceptar la propuesta de matrimonio de Jin se para intentar olvidar su pasado. Después de tres años veremos que ambos sienten que a sus vidas les hace falta fuego y pasión, sienten que sus matrimonio está lleno de monotonía, que su vida en pareja es aburrida, deseando aunque sea por un instante regresar a sus pasados, intentar algo nuevo y especial. 
Los deseos encienden el fuego de sus recuerdos y ambos deciden buscar a sus antiguos amantes. Ellos recuperan su identidad al ser revitalizados después de volverse a encontrar a sus antiguos amantes; sin embargo, su matrimonio se derrumba. Después de desperdiciar demasiado tiempo y esfuerzo, se dan cuenta de que la verdadera felicidad reside en el día a día de un típico matrimonio. 

## Reparto

### Personajes principales
- Kim Min Joon como Choi Eun Hyuk.
- Park Sol Mi como Seo Chan Joo.
- Hong Jong Hyun como Go Jin Se.
- Choi Ye Jin como Baek In Kyung.

### Personajes secundarios
- Bae Noo Ri como Hong Ran.
- Goo Bon Seung como Do Han Soo.
- Park Si Eun como Kang Myung Jin.
- Choi Joo Hee como Kim Ja Young.
- Yoon Park como 'Park Ho Ki.
- Jo Ha Ran como Moon Je Ni.
- Moon Jung So como Lee Sung Ran.
- Jung Hyun Nam.

## Banda sonora
1. Because Of You - Ernest y Jo Ha Rang
2. Always With You - Edan
3. Alone	- Woo Jin Hee
4. Because Of You (instrumental)	- Ernest y Jo Ha Rang
5. Always With You (instrumental) - Edan
6. Alone (instrumental)

## Emisión internacional
- Estados Unidos: Pasiones TV.[2]